# Araneus circumbasilaris
Araneus circumbasilaris este o specie de păianjeni din genul Araneus, familia Araneidae, descrisă de Yin et al., 1990. Conform Catalogue of Life specia Araneus circumbasilaris nu are subspecii cunoscute.